# Stilpnia versicolor
La tangara de San Vicente (Stilpnia versicolor) es una especie —o la subespecie Stilpnia cucullata versicolor, dependiendo de la clasificación considerada— de ave paseriforme de la familia Thraupidae, perteneciente al  género Stilpnia, anteriormente situada en Tangara. Es endémica de la isla antillana de San Vicente.

## Distribución y hábitat
Esta especie es considerada común en sus hábitats naturales: los bosques subtropicales o tropicales de tierras bajas, arbustales y jardines, hasta los 850 m de altitud en la isla de San Vicente, en el archipiélago de San Vicente y las Granadinas, en las Antillas Menores, Mar Caribe.
A pesar de su restringida área de distribución, es calificada como especie bajo preocupación menor por la Unión Internacional para la Conservación de la Naturaleza (IUCN), y su población, todavía no cuantificada, considerada estable.

## Sistemática

### Descripción original
La especie S. versicolor fue descrita por primera vez por el ornitólogo estadounidense George Newbold Lawrence en 1878 bajo el nombre científico Calliste versicolor; su localidad tipo es: «San Vicente».

### Etimología
El nombre genérico femenino Stilpnia deriva de la palabra del idioma griego «στιλπνή», forma femenina para el adjetivo «brillante» o «reluciente», aludiendo al brillo que presenta el plumaje de estas especies; y el nombre de la especie «versicolor» del latín y significa «de varios colores».

### Taxonomía
La presente especie es tradicionalmente tratada como una subespecie de Stilpnia cucullata; sin embargo, las clasificaciones Aves del Mundo (HBW) y Birdlife International (BLI) la consideran como una especie separada. Esta separación no es seguida todavía por otras clasificaciones.